# Asemesthes septentrionalis
Asemesthes septentrionalis là một loài nhện trong họ Gnaphosidae. Loài này săn mồi ban đêm trong khi ban ngày thì ẩn mình dưới các tảng đá và lá cây. Cơ thể chúng có hình oval, hẹp và chĩa về phia sau.
Loài này thuộc chi Asemesthes. Asemesthes septentrionalis được Ludovico di Caporiacco miêu tả năm 1940.